# Ère Eien
L'ère Eien (永延) est une des ères du Japon (年号, nengō, lit. « nom de l'année ») après l'ère Kanna et avant l'ère Eiso. Cette ère couvre la période allant du mois d'avril 987 jusqu'au mois d'août 988. L'empereur régnant est Ichijō-tennō (一条天皇).

## Changement d'ère
- 2 janvier 987 Eien gannen (永延元年?) : Le nom de la nouvelle ère est créé pour marquer un événement ou une série d'événements. L'ère précédente se termine là où commence la nouvelle, en Kanna 3, le 5e jour du 4e mois de 987[3].

## Événements de l'ère Eian
- 987 (Eien 1, 10e mois) : L'empereur se rend au domicile de Fujiwara no Kaneie[4].
- 987 (Eien 1, 11e mois) : L'empereur visite le sanctuaire Iwashimizu Hachiman-gū[4].
- 987 (Eien 1, 12e mois) : L'empereur visite le sanctuaire Kamo-jinja[4].
- 988 (Eien 2, 8e mois) : Fujiwara no Kaneie invite un certain nombre de courtisans chez lui et les divertit de grande façon[4].
- 988 (Eien 2, 11e mois) : L'empereur se rend au domicile de Kaneie pour se joindre aux célébrations du soixantième anniversaire du courtisan[5].

| Eien      | 1re | 2e  |
| Grégorien | 987 | 988 |